# دايكي كاناي
دايكي كاناي (باليابانية: 金井 大樹) (8 ديسمبر 1987 في فوكوكا في اليابان – )؛ هو لاعب كرة قدم ياباني سابق كان يلعب كحارس مرمى.

## وصلات خارجية
- دايكي كاناي على موقع رابطة كرة القدم اليابانية للمحترفين (اليابانية)
- دايكي كاناي على موقع قاعدة بيانات كرة القدم.إي يو (الإنجليزية)
- دايكي كاناي على موقع Soccerway.com (الإنجليزية)
- دايكي كاناي على موقع عالم كرة القدم.نت (الإنجليزية)